# Courcebœufs

Courcebœufs este o comună în departamentul Sarthe, Franța. În 2009 avea o populație de 593 de locuitori.